# Velká Kopaňa
Velká Kopaňa, ukrajinsky Велика Копаня, maďarsky Felsőveresmart, je obec v okrese Berehovo v Zakarpatské oblasti na Ukrajině. Je součástí Vinohradivské městské komunity. V roce 2025 zde žilo 3457 obyvatel.

## Historie
První písemná zmínka o této obci pochází z roku 1430. Do podepsání Trianonské smlouvy byla ves součástí Uherska, poté byla součástí Československa. V roce 1921 zde žilo 2264 obyvatel, z toho 9 Čechoslováků, 1959 Rusínů, 21 Maďarů a 271 Židů. V obci byla rusínské škola (6 tříd), česká škola (2 třídy), notářský úřad, pošta, četnická stanice a do obce jezdil státní autobus. V letech 1939–1944 byla obec okupována Maďarskem. Od roku 1945 byla součástí Sovětského svazu, resp. Ukrajinské sovětské socialistické republiky; nakonec od roku 1991 je součástí samostatné Ukrajiny.